# Адам і Єва

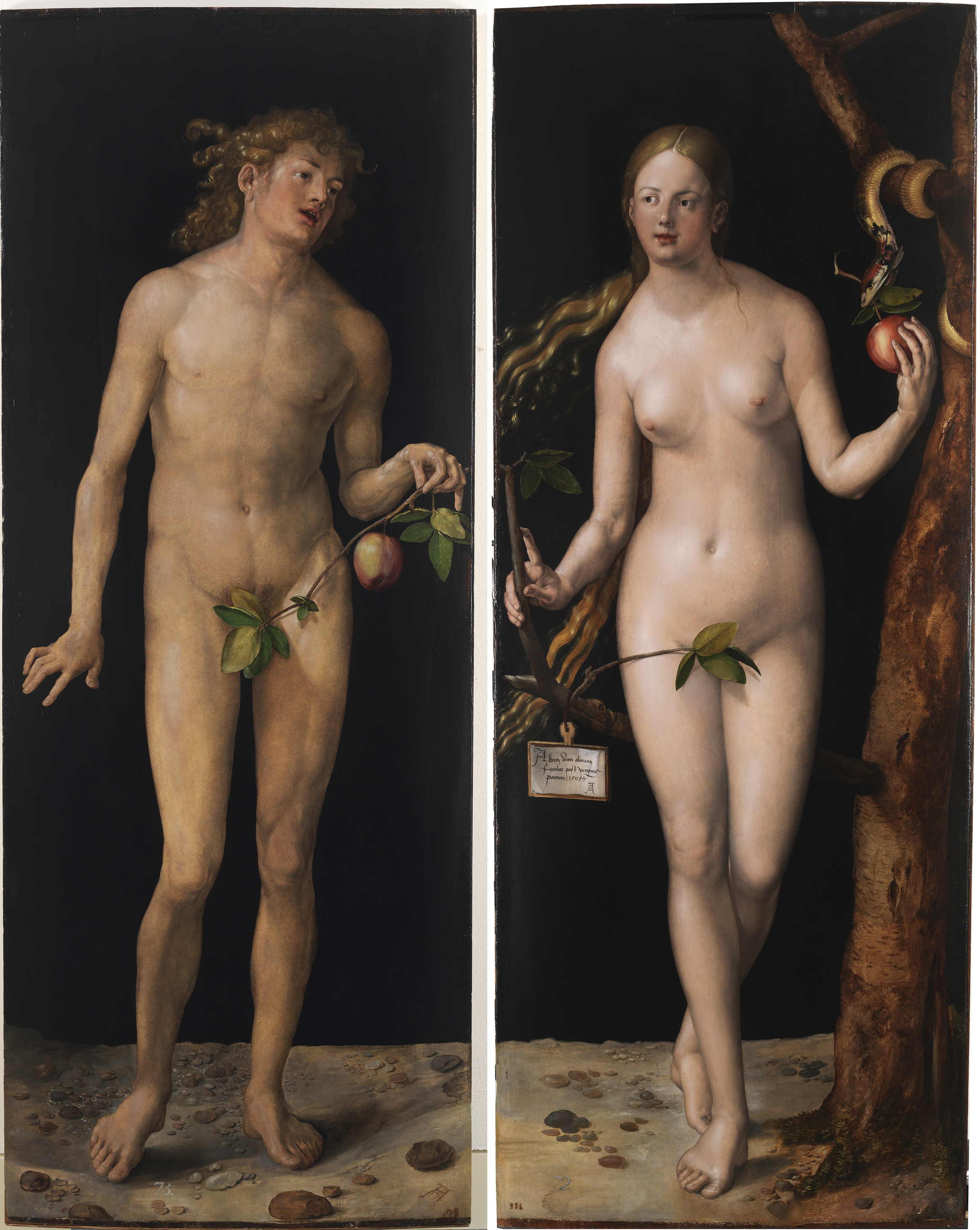
Адам i Єва, картина Альбрехта Дюрера, 1507 р.

Ада́м (івр. אָדָם — син землі або людина) і Є́ва (івр. חַוָּה Хава́ — та, що дає життя) — в авраамічних релігіях, перші люди на Землі, створенні Богом, прабатьки людського роду. Створення Адама та Єви завершило творіння світу. Їх було поселено в Едемському саду для його доглядання та започаткування людства. Проте перші люди, порушивши наказ не їсти плоди забороненого дерева, вчинили перший гріх, за що були вигнані з Едему. Згідно юдаїзму та християнства, їхня моральна недосконалість зробила їх смертними та передалася нащадкам.
У книгах з 2 по 4 П'ятикнижжя наводиться досить детальний опис життя першої людської пари. Основні сюжетні елементи включають створення Адама і Єви, їхню спокусу Змієм та гріхопадіння; вигнання з Едему; а також подальше розселення їхніх нащадків по світу за межами Едемського саду. Виклад життя перших людей в Корані стисліший та інакше описує низку епізодів.

## У Старому Заповіті

### Створення

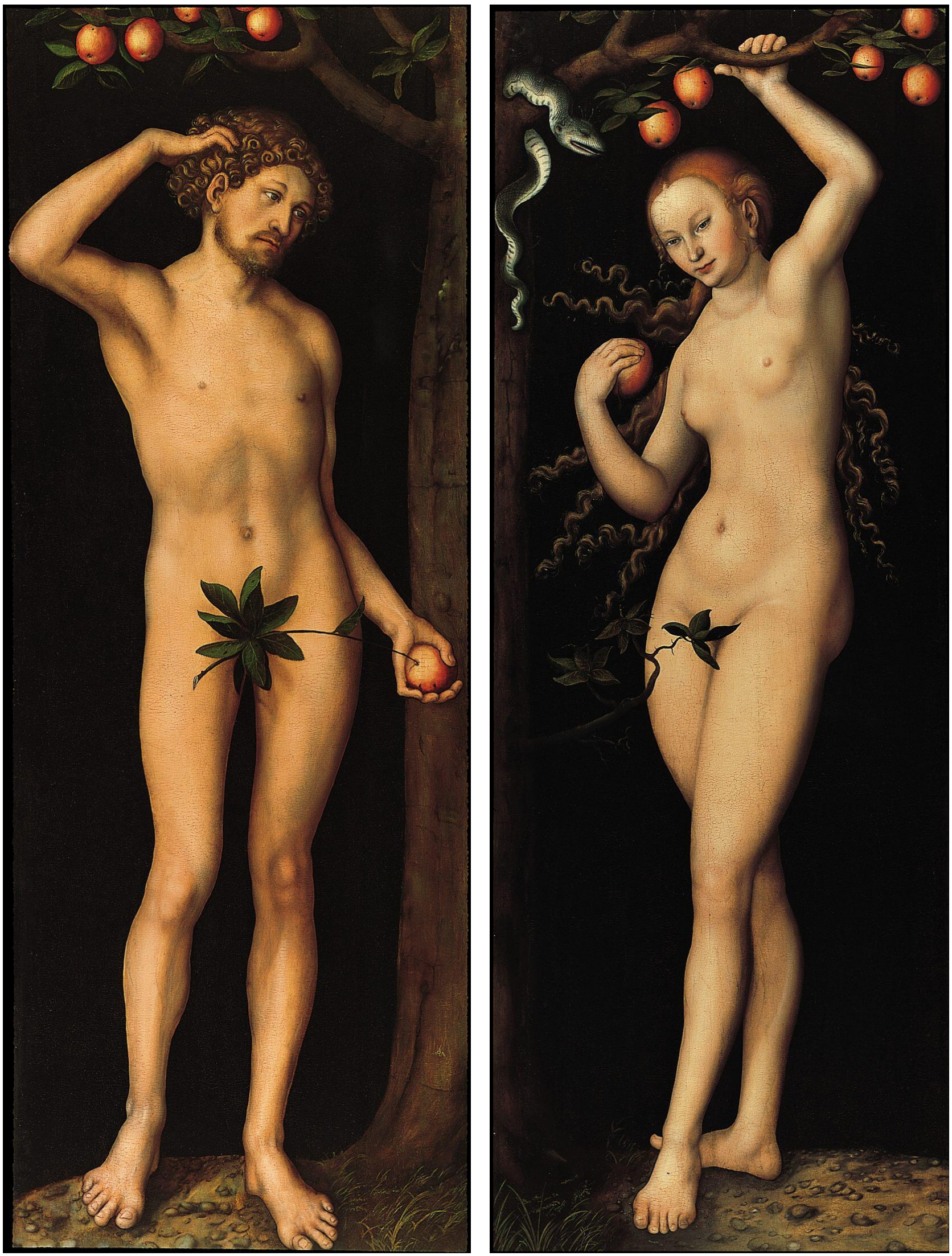
Лукас Кранах старший. «Адам і Єва», бл. 1530 р.

У Книзі Буття містяться дві оповіді про створення людей: перша оповідь охоплює вірші з 26 першої книги по 31; інша оповідь — з 5 другої книги по 25.
Згідно з першою оповіддю, прабатьки людства — чоловік і жінка — створені Богом, подібними до Нього. Бог створив їх для розумного панування над усіма істотами та створення людства. Перші люди не турбувалися про їжу — всі злаки та плоди дерев годилися їм для харчування.
Друга оповідь уточнює, що перших людей було створено не одночасно. Першим Бог створив Адама з земного пилу, після чого вдихнув у нього життя. Для проживання Адама Бог облаштував Едемський сад. Адаму було дозволено їсти всі тамтешні плоди, за винятком плоду Дерева пізнання добра і зла. За дорученням Бога, Адам дав назви всім істотам і йому належало піклуватися про землю. Проте за Божою настановою, людині недобре бути самотньою, тож для допомоги Адаму Бог замислив створити подібну істоту.
Бог приспав Адама, взяв частину його тіла (традиційно вважається, що це ребро) і створив з нього першу жінку — Єву. Їм належало започаткувати людство і щоб надалі чоловіки й жінки єдналися в пари для продовження роду. Перші люди не знали різниці між добром і злом. Зокрема, ходили голі та не соромились одне одного.

### Гріхопадіння і вигнання з Едему

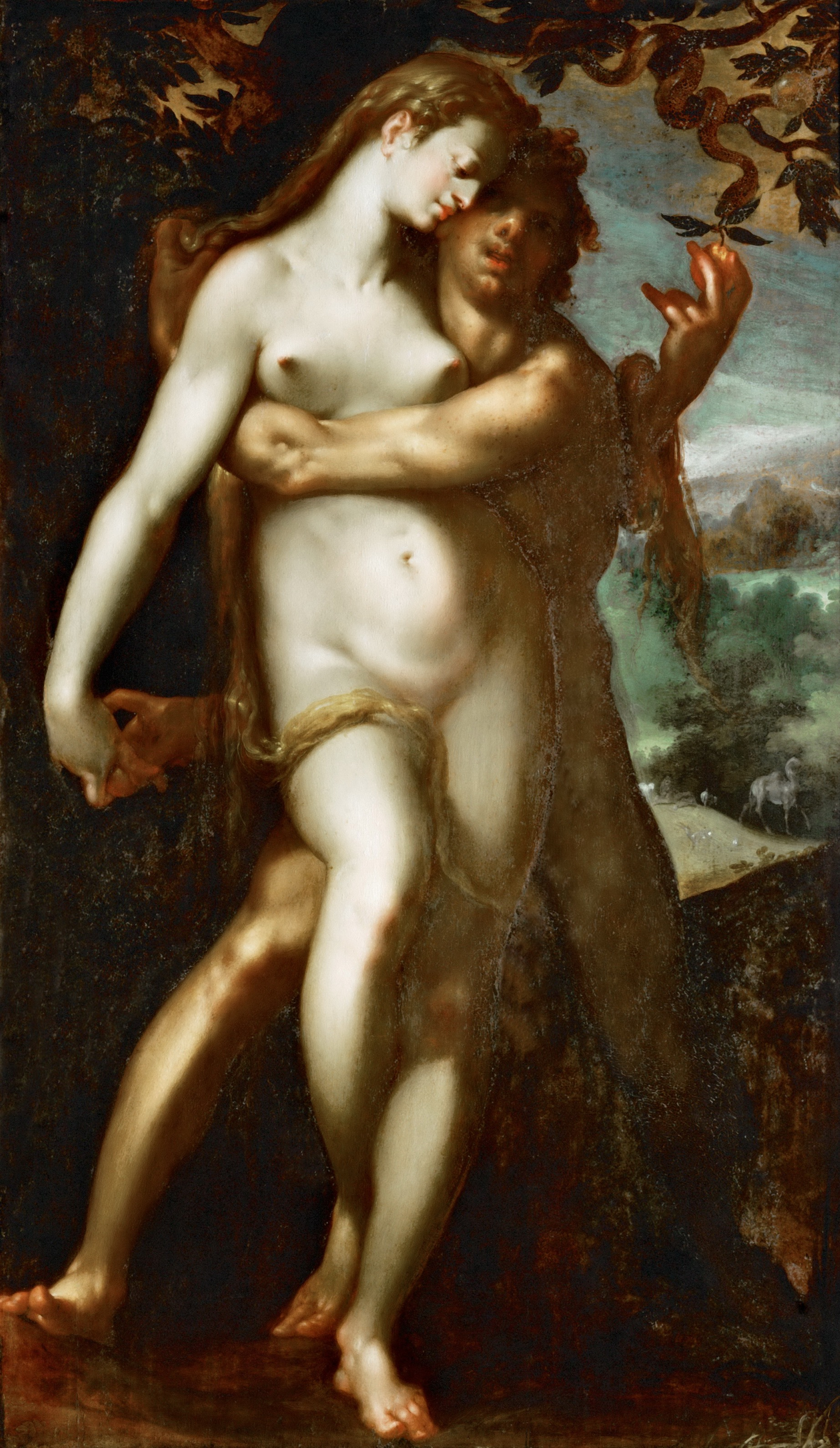
Адам і Єва, картина Бартоломеуса Шпрангера, бл. 1594

Серед Едемського саду було два особливих дерева: Дерево життя та Дерево пізнання добра і зла. Бог дозволив Адаму їсти з кожного дерева в саду і лише плоди від Дерева пізнання добра і зла заборонив йому їсти, попередивши, що наслідком цього буде смерть.
Змій (найчастіше вважається втіленням Сатани) переконав Єву скуштувати плід забороненого Дерева пізнання добра і зла. Жінка спершу відмовилася, кажучи, що Бог заборонив їсти з цього дерева, а хто з'їсть плід — помре. Змій відповів на це: «станете ви, немов Боги, знаючи добро й зло». Єва піддалася спокусі та скуштувала плід. Переконавшись, що лишилася живою, вона дала його скуштувати й Адаму.
Пізнавши добро і зло, Адам і Єва усвідомили свою наготу, виготовили собі одяг з листя та спробували сховатися від Бога, соромлячись з'явитися перед Ним голими. Тоді Бог покликав Адама і той не забажав з'явитись. На вимогу пояснити причину, Адам став звинувачувати Єву, що вона дала йому плід, а Єва — звинувачувати Змія в тому, що спокусив її.
Змія було покарано тим, що він став найницішим з істот, приреченим вічно плазувати і харчуватися землею. Покарання Єви стали болісні пологи та підлеглість Адаму. Для Адама ж покарання полягало в тому, що відтепер їжу йому доведеться добувати самому тяжкою працею. Після цього Бог створив для перших людей одяг зі шкур і вигнав Адама з Євою з Едему. Для охорони шляху туди було поставлено херувима з полум'яним мечем.
Унаслідок гріхопадіння втратили можливість жити вічно і після смерті повинні були повертатися в землю, з якої був створений Адам.

### Життя після вигнання з Едему
Від Адама Єва народила сина Каїна, а потім Авеля та дочок, імена яких у Старому Завіті не згадуються. Моральна недосконалість перших людей передалася їхнім нащадкам, зумовлюючи ті самі наслідки. Каїн, заздрячи Авелю за те, що братова пожертва Богу була багатша, вбив Авеля. За це Каїна з його сестрою, що стала і його дружиною, було вигнано в землю Нод. Коли Адаму було 130 років, він зачав сина Сифа. Адам прожив 930 років, наступні покоління аж до Ноя мали дуже довге життя від одного до восьми століть. Сиф, будучи пращуром Ноя, став родоначальником усього сучасного людства; нащадки ж інших синів Адама і Єви загинули під час Усесвітнього потопу.

## В Корані
Коран подає історію перших людей, що називаються там Адам і його дружина (в інших джерелах її ім'я Хавва), коротше, проте загалом з тими ж основними подіями, що й Старий Заповіт: створення, гріхопадіння та вигнання. В Корані стверджується, що Бог (Аллах), створивши першого чоловіка з глини, поставив Адама Своїм намісником на землі. Янголи, знаючи про майбутнє, перепитали в Бога чи справді Він призначить того, хто «чинитиме безчестя і проливатиме кров». На це Бог відповів, що знає те, чого не знають янголи і слідом продемонстрував здатність Адама назвати імена всіх янголів. Потім Бог наказав янголам поклонитися першій людині, що виконали всі, крім Ібліса, котрий був за це скинутий на землю та замислив помсту Адаму.
Перших людей Бог після створення жінки поселив у Джаннаті, наказавши харчуватися плодами, за винятком плодів одного дерева. В Джаннаті вони не мали турбот ні про харчі, ні про одяг. Ібліс відволік Адама й Хавву облудними словами, що люди стануть як янголи, і вони скуштувати плід. Зрозумівши, що є голими, перші люди засоромились. Бог дав настанови й пророцтво про майбутній розбрат між людьми, після чого відправив його з дружиною за Джаннат. Надалі дорога туди стала доступна лише тим, хто житиме «прямим шляхом», тобто, щиро сповідуватиме іслам.
На відміну від Старого Заповіту, непослух перших людей в ісламі розуміється як їхній особистий вчинок, що зрештою був прощений та не має наслідків для нащадків. Люди, згідно ісламського віровчення, потребують не виправлення своєї природи, а керівництва.

## В апокрифах
Більшість священних текстів, що описують створення й життя перших людей, але не включені до Біблії, приділяють більше уваги Адаму. Юдейські апокрифи стверджують, що Адам до того, як Бог вдихнув у нього життя, був здатний рухатися, будучи ґолемом. Вказується надзвичайна велич Адама, через яку Сатана та його янголи навіть сплутали Адама з Богом. Деякі гностики називали справжнім призначенням Адама відновлення шкоди, завданої світобудові повстанням Софії. Книга Ювілеїв уточнює, що Адам і Єва провели в Едемі 7 років.
Житіє Адама та Єви (Адамова книга) описує долю перших людей після вигнання з Едему та повторну спокусу Єви Сатаною, а також видіння, дане Адаму, щодо майбутньої долі людства, та його поховання.
Доволі популярною є історія про Ліліт — жінку, що начебто передувала Єві, але була егоїстичною, тому покинула чоловіка і стала матір'ю нічних демонів.
Згідно сирійських апокрифів, місцеперебування останків Адама було відоме людям до Потопу. Ной взяв їх на ковчег, аби врятувати від води. Потім Сим перепоховав їх на місці, де пізніше виник Єрусалим. У деяких джерелах стверджується, що Адам після смерті став вартовим потойбіччя. Інша версія говорить, що душу Адама було забрано з Пекла Ісусом Христом разом з душами інших праведників.

## У богослів'ї
Адам і Єва часто протиставляються Ісусові Христові та Марії. Якщо перші люди зіпсували природу людини гріхопадінням, то Марія та Христос надали можливість виправляти її. Таким чином головний наслідок гріхопадіння — смерть, після воскресіння Христа перестав бути кінцем існування і в людей з'явилася альтернатива — майбутнє воскресіння. Іноді, спираючись на послання апостола Павла до римлян, Христос називається Другим Адамом, в якому людство здобуло порятунок, подібно як в оригінальному Адамі — гріховність і смертність.
Опис створеності Адама з пилу та подальшого вдихання в нього життя, слугує підставою для визначення людини як істоти, що поєднує матеріальну та духовну природу. Тому ні тіло без душі, ні душа без тіла, не вважаються у канонічному християнстві людиною, а лише в поєднанні. Хоча люди стали недосконалими через гріхопадіння, поширена думка приписує їм ключову перевагу навіть над янголами — людина здатна до творчості.
У створеності людей в парі вбачається подібність до Святої Трійці: якщо Бог триєдиний, то людина двоєдина. Хоча Адам тілесно був досконалий та не потребував пари для фізичного життя, як особистість він потребував іншої власної іпостасі, аби між ними існувала любов, що є умовою спілкування з Богом. Таким чином під людиною слід розуміти пару чоловік-жінка. Цієї думки зокрема дотримувався Григорій Ніський та Володимир Лоський. Разом з тим, на думку того ж Григорія Ніського та Володимира Лоського, а також Максима Сповідника, блаженного Феодорита й Іоанна Дамаскина, Бог передбачав можливість гріхопадіння людей, тому створив їх здатними давати потомство. Таким чином людський рід, попри смертність кожної окремої людини, міг продовжуватись. Утім, Адам із Євою мали тільки можливість гріхопадіння, але воно не було неминучим. Також, отці церкви неодноразово висловлювали припущення, що якби перші люди не здійснили гріхопадіння, то спосіб їхнього розмноження відрізнявся б від властивого людям тепер. Деякі богослови вважають, що Адам і Єва — це не імена осіб, а цілих груп людей, від яких походить сучасне людство.
Першородний гріх перших людей переважно трактується як добровільне входження в стан недосконалості, що змушує людину вчиняти так, як шкідливо для неї. Джерелом цієї недосконалості є не буквальне скуштування плоду першими людьми, а бажання стати рівними Богу без спілкування з Ним. Іноді уточнюється, що гріх прабатьків людства полягав у самовільному визначенні що є добром, а що злом. Також подекуди відкриття Адамом з Євою, що вони голі, трактується як відкриття ними своєї безсилості, незахищеності після гріхопадіння.
Довголіття перших людей пояснюється богословами або волею Бога на те, щоб люди встигли заселити світ, або їх моральною чистотою, порівняно з наступними поколіннями. Раціональніші версії стверджують, що довголіття стародавніх людей відображало час життя цілих племен, заснованих ними, або приписувалось старозаповітними пророками задля заповнення прогалин в історії.
Значна частина сучасних дослідників трактує історію про Адама та Єву не як опис реальних подій, як виклад моральних і релігійних ідей у наочних образах. У зв'язку з сучасністю, призначення перших людей наповнювати землю нащадками й турбуватися про землю трактується як настанова розвиватися, утворюючи різні культури.

## У мунізмі
У Божому Принципі Бог постає істотою з дуальними властивостями. Він створив Адама і Єву як чоловічі та жіночі «субстанційні об’єкти», покликані відображати Його дуальність і, досягнувши особистісної зрілости, стати центром всесвітньої родини. Одержавши Три Благословення — «бути плідними, множитися й володарювати» (Бут. 1:28) — перші люди мали спершу стати досконалими індивідуально, тоді об’єднатися в шлюб і через чотирьохпозиційну основу закласти на землі Царство Небесне, приносячи Богові найвищу радість.
Та, перебуваючи ще в стані незрілости, Єва піддалася силі «непринципової» любові, сильнішій за силу Принципу, і вступила в позашлюбний зв’язок з архангелом Люцифером, порушивши Божу заповідь. «Плід» дерева пізнання символізує її любов; поділившись ним з Адамом, пара утвердила сатанинський родовід, зробивши цю помилку коренем успадкованого первородного гріха людства. Це падіння Принцип трактує не як поїдання фізичного фрукта, а як викривлення любові, що віддалило людей від Бога.
Попри провал перших предків, Бог одразу розпочав провидіння відновлення: ще в родині Адама потрібно було створити умови відкуплення, щоб закласти основу віри й субстанції для приходу Месії — «другого Адама». Відновлення здійснюється, коли сучасні люди добровільно готують себе й свої сім’ї до виконання Трьох Благословень під проводом Істинних Батьків - третього Адама і третьої Єви.

## У мистецтві

### В образотворчому мистецтві

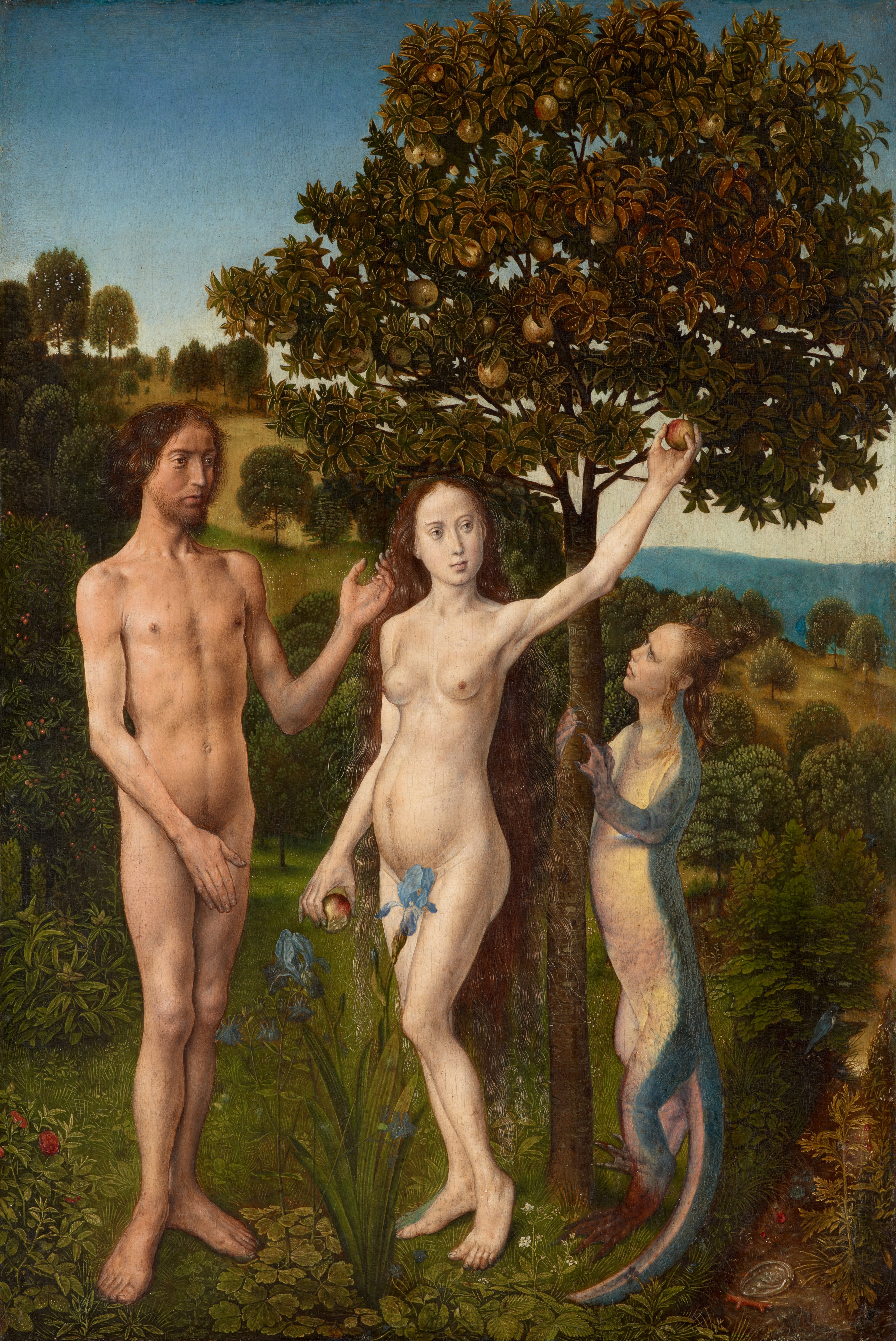
Гуго ван дер Гус. «Гріхопадіння», 1479. Музей історії мистецтв, Відень

Найраніше зображення Адама разом з Євою в християнському мистецтві датується III ст. та міститься в катакомбах Сан-Дженнаро в Неаполі. Найпоширеніші зображення Адама та Єви зображають їх біля Дерева пізнання добра і зла, обвитого Змієм. Переважно Адама та Єву зображають в стані до гріхопадіння — оголеними, лише з прикритими статевими органами.
Ікони з житіями ілюструють історію перших людей зазвичай в такому порядку: створення Адама — заповідь не їсти плоду Дерева пізнання добра і зла — називання Адамом тварин — створення Єви — гріхопадіння (може включати сцени спокуси Єви Змієм — скуштування плоду й передачі його Адаму), викриття Богом непослуху перших людей — засудження їх Богом — зодягнення їх в одяг зі шкур — вигнання з Едему. Подібне зображення подій на іконах відоме з VI століття.
На зображеннях розп'яття Христа часто череп і кістки Адама зображаються в печері під хрестом. На таких символічних зображеннях кров Христа капає на череп, символізуючи виправлення людської природи, порушеної гріхопадінням.
У візантійській традиції іконопису зустрічається сюжет, де воскреслі Адам і Єва піднімаються з домовин. Ці зображення поміщаються обабіч сцени розп'яття Христа. Іноді Адам зображається в числі старозавітних пророків як старець, а Єва — одягненою в червону сукню та в мафорій. У західній іконографії Адам, зображений на половину, також може стояти біля розп'яття.
До зображення Адама та Єви вдавалися численні митці європейського Відродження: Альбрехт Дюрер, Ієронім Босх, Лукас Кранах, Мазаччо, Рафаель, Тіціан, Мікеланджело. Сцени з Адамом і Євою, що не є іконами, найчастіше зображають їхнє створення, перебування в Едемському саду, гріхопадіння та вигнання з Раю. Перші люди на картинах Відродження починають зображатися натуралістично та досконалими. Так, Дюрер стверджував, що оскільки їх було створено як вінець творіння, то перші люди повинні зображатися прекрасними. В Рафаеля й Тіціана образ Змія зливається з образом Ліліт — Змій має жіночу голову. За середньовіччя виникло, а в епоху Відродження утвердилось уявлення, що плід Дерева пізнання добра і зла — це яблуко.
У XIX столітті примітне своєріде протистояння Ліліт в зображенні Джона Кольєра та Єви Панталеона Шиндлера. Обидві жінки натуралістично зображені оголеними зі Змієм: Ліліт обплітає його навколо тіла, тоді як біля Єви Змій плазує поруч.